# Gunn-Rita Dahle Flesjå
Gunn-Rita Dahle Flesjå (Stavanger, 10 de febrero de 1973) es una deportista noruega que compitió en ciclismo de montaña en la disciplina de campo a través.
Participó en cinco Juegos Olímpicos de Verano, entre los años 1996 y 2016, obteniendo una medalla de oro en Atenas 2004, en la prueba de campo a través, y el cuarto lugar en Atlanta 1996.
Ganó seis medallas en el Campeonato Mundial de Ciclismo de Montaña entre los años 1998 y 2012, y diez medallas en el Campeonato Europeo de Ciclismo de Montaña entre los años 1998 y 2017.
Además, obtuvo nueve medallas en el Campeonato Mundial de Ciclismo de Montaña en Maratón entre los años 2004 y 2018, y seis medallas en el Campeonato Europeo de Ciclismo de Montaña en Maratón entre los años 2003 y 2018.

## Medallero internacional
| Juegos Olímpicos   | Juegos Olímpicos             | Juegos Olímpicos  | Juegos Olímpicos |
| Año                | Lugar                        | Medalla           | Competición      |
| ------------------ | ---------------------------- | ----------------- | ---------------- |
| 2004               | Atenas (Grecia)              | Medalla de oro    | Campo a través   |
| Campeonato Mundial |                              |                   |                  |
| Año                | Lugar                        | Medalla           | Competición      |
| 1998               | Mont-Sainte-Anne (Canadá)    | Medalla de plata  | Campo a través   |
| 2002               | Kaprun (Austria)             | Medalla de oro    | Campo a través   |
| 2004               | Les Gets (Francia)           | Medalla de oro    | Campo a través   |
| 2005               | Livigno (Italia)             | Medalla de oro    | Campo a través   |
| 2006               | Rotorua (Nueva Zelanda)      | Medalla de oro    | Campo a través   |
| 2012               | Leogang/Saalfelden (Austria) | Medalla de plata  | Campo a través   |
| Campeonato Europeo |                              |                   |                  |
| Año                | Lugar                        | Medalla           | Competición      |
| 1998               | Aywaille (Bélgica)           | Medalla de plata  | Campo a través   |
| 2002               | Zúrich (Suiza)               | Medalla de oro    | Campo a través   |
| 2003               | Graz (Austria)               | Medalla de oro    | Campo a través   |
| 2004               | Wałbrzych (Polonia)          | Medalla de oro    | Campo a través   |
| 2005               | Kluisbergen (Bélgica)        | Medalla de oro    | Campo a través   |
| 2006               | Lamosano (Italia)            | Medalla de plata  | Campo a través   |
| 2008               | St. Wendel (Alemania)        | Medalla de bronce | Campo a través   |
| 2011               | Dohňany (Eslovaquia)         | Medalla de oro    | Campo a través   |
| 2012               | Moscú (Rusia)                | Medalla de oro    | Campo a través   |
| 2017               | Darfo Boario (Italia)        | Medalla de bronce | Campo a través   |

| Campeonato Mundial | Campeonato Mundial           | Campeonato Mundial | Campeonato Mundial |
| Año                | Lugar                        | Medalla            | Competición        |
| ------------------ | ---------------------------- | ------------------ | ------------------ |
| 2004               | Bad Goisern (Austria)        | Medalla de oro     | Campo a través     |
| 2005               | Lillehammer (Noruega)        | Medalla de oro     | Campo a través     |
| 2006               | Le Bourg-d'Oisans] (Francia) | Medalla de oro     | Campo a través     |
| 2008               | Villabassa (Italia)          | Medalla de oro     | Campo a través     |
| 2012               | Ornans (Francia)             | Medalla de plata   | Campo a través     |
| 2013               | Kirchberg (Austria)          | Medalla de oro     | Campo a través     |
| 2015               | Val Gardena (Italia)         | Medalla de oro     | Campo a través     |
| 2017               | Singen (Alemania)            | Medalla de bronce  | Campo a través     |
| 2018               | Auronzo (Italia)             | Medalla de bronce  | Campo a través     |
| Campeonato Europeo |                              |                    |                    |
| Año                | Lugar                        | Medalla            | Competición        |
| 2002               | Salzkammergut (Austria)      | Medalla de plata   | Campo a través     |
| 2003               | Graz (Austria)               | Medalla de plata   | Campo a través     |
| 2006               | Tambre (Italia)              | Medalla de oro     | Campo a través     |
| 2009               | Tartu (Estonia)              | Medalla de oro     | Campo a través     |
| 2010               | Montebelluna (Italia)        | Medalla de plata   | Campo a través     |
| 2018               | Spilimbergo (Italia)         | Medalla de oro     | Campo a través     |